# Walter Haug

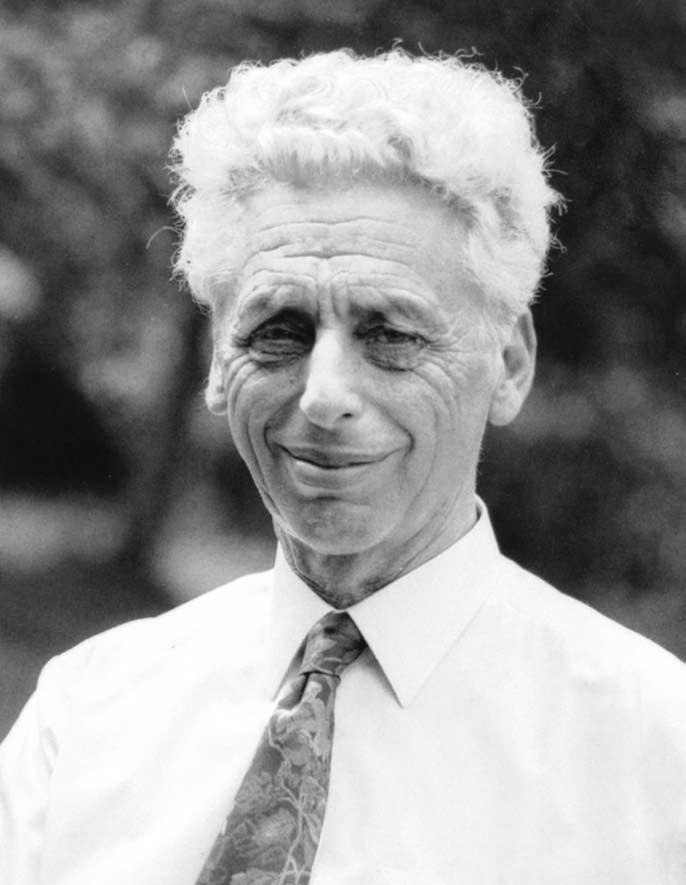

Walter Haug (Walenstadt, 23 november 1927 - 11 januari 2008) was een Zwitserse hoogleraar in de mediëvistische literatuurwetenschap en onder meer lid van de Koninklijke Nederlandse Akademie van Wetenschappen. 

## Opleiding
Haug werd als kind door de plaatselijke predikant al betrokken in gesprekken over Søren Kierkegaard en Karl Barth. Hij volgde een gymnasiale opleiding op een kostschool, waar hij onder meer les kreeg van Kurth Ruh, de latere coryfee op het gebied van de middeleeuwse mystiek. Hij vertrok na zijn eindexamen naar Wenen om daar Germanistiek en theaterwetenschap te gaan studeren. Haug ging hierna naar München en promoveerde in 1952 op een proefschrift over het barokke drama van Andreas Gryphius. Kurt Horwitz, de intendant van het Münchense Residentztheater, erkende zijn talent en bezorgde hem een baan als dramaturg, later chef-dramaturg, bij het Beierse staatstheater. Om zich te kunnen verdiepen in oosterse literatuur leerde Haug Sanskriet en solliciteerde intussen naar een van de zeven voor Europese studenten bestemde beurzen van de Harkness Foundation in New York. Hij verkreeg de beurs op een studie over de literaire betrekkingen tussen het Westen en de Oriënt (het Oosten) en  verbleef een jaar in de Verenigde Staten. Terug in Europa ontmoette hij de mediëvist Hugo Kuhn en in 1965 legde Haug zijn "Habilitationsschrift" voor aan de filosofische faculteit van de Münchense Ludwig-Maximilians-Universiteit. Deze Studien zur Geschichte und Vorgeschichte der Literatur des europäischen Mittelalters bestonden uit twee delen. Deel I, onder de titel La Belle et la Bête behelsde "Studien zum mythisch-literarischen Thema der Begegnung von Frau und Tier", deel II, getiteld Begegnung und Verwandlung im höfischen Epos bevatte deelstudies over Wolfram von Eschenbach's Parzival en Gottfrieds Tristan.

## Loopbaan
In 1967 werd Haug benoemd tot hoogleraar aan de Universiteit van Regensburg, een standplaats die hij in 1973 verwisselde voor het prestigieuze ordinariaat (gewoon hoogleraarschap) in Tübingen, waar hij tot zijn emeritaat in 1995 zou blijven. Haug bundelde zijn artikelen in vier delen Kleine Schriften, waarvan de titels Strukturen als Schlüssel zur Welt (1989), Brechnungen auf dem Weg zur Individualität (1995), die Wahrheit der Fiktion (2003) en Positivierung von Negativität (2008) de evolutie van zijn denken weerspiegelden. In 1988 verkreeg hij, samen met zijn collega uit Tübingen Burghart Wachinger, de Leibnizprijs van de Deutsche Forschungsgemeinschaft. Op initiatief van Haug werden de hierdoor beschikbaar komende middelen besteed aan de organisatie van een tiental symposia over problemen rond de overgang van de middeleeuwen en de vroeg-moderne tijd, waarvan de resultaten in de jaren negentig werden gepubliceerd in een tiendelige reeks, met de aan een van de Carmina Burana ontleende titel Fortuna vitrae. Bij een breder publiek wist hij interesse in de middeleeuwse literatuur te wekken door een door hem opgezette reeks vertaalde meesterwerken, de Bibliothek des Mittelalters. Zijn boek Literaturtheorie im deutschen Mittelalter von den Anfängen bis zum Ende des 13. Jahrhunderts (1985) werd een standaardwerk.  Haugs onderzoek over de literaire zingeving van de conditio humana bestreken een buitengewoon breed beeld, waarin naast de helden-epiek en de Arthurroman ook de middeleeuwse religieuze literatuur, en met name de mystiek, de haar toekomende plaats kreeg. Maar ook aan verder weg liggende cultuuruitingen, zoals de oud-Indische fabelbundel Paňcatranta, het vloermozaïek in de kathedraal van Otranto en de Nederlandse laat-middeleeuwse obscene insignes wijdde Haug beschouwingen. 
Op 23 november 2007 vierde Haug in Tübingen zijn 80ste verjaardag met een colloquium, getiteld Positivierung von Negativität - felix culpa oder die Frucht des Scheiterns. Haug was toen al ernstig ziek maar hield desalniettemin een indrukwekkende voordracht over Die Geburt des Romans aus dem Scheitern am Absoluten.